# Iglesia de Santiago (Bembrive)
La iglesia parroquial de Santiago de Bembrive es un templo católico de estilo románico de transición, situado en la parroquia de Santiago de Bembrive. Es una de las tres iglesias románicas de Vigo, siendo las otras dos la Iglesia de Santa María de Castrelos y la Iglesia de San Salvador de Corujo.

## Construcción
Fue construida a finales del siglo XII y principios del XIII. Puede ser adscrita al Maestro Rodrigo según se desprende de una inscripción datada sobre 1185, aunque también se conserva otra de 1223. La iglesia sufrió varias modificaciones a lo largo de la historia.

## Elementos
Consta de una sola nave y ábside, de forma semicircular por dentro y pentagonal por fuera. La nave está dividida en tramos de dos arcos transversales apoyados sobre semicolumnas. El arco triunfal es de directriz apuntada al igual que el secundario y ambos apoyan sobre semicolumnas. El presbiterio se cubre con bóveda de cañón mientras que el polígono en el que termina el ábside lo hace con bóveda de cascarón. Tiene dos puertas laterales y en la fachada principal, de arquivoltas ligeramente apuntadas sobre columnas en jambas. También conserva un variado repertorio de canecillos.

## Devoción
El 25 de julio, se celebra la fiesta en honor de Santiago el Mayor, patrón de la parroquia.

## Galería de imágenes

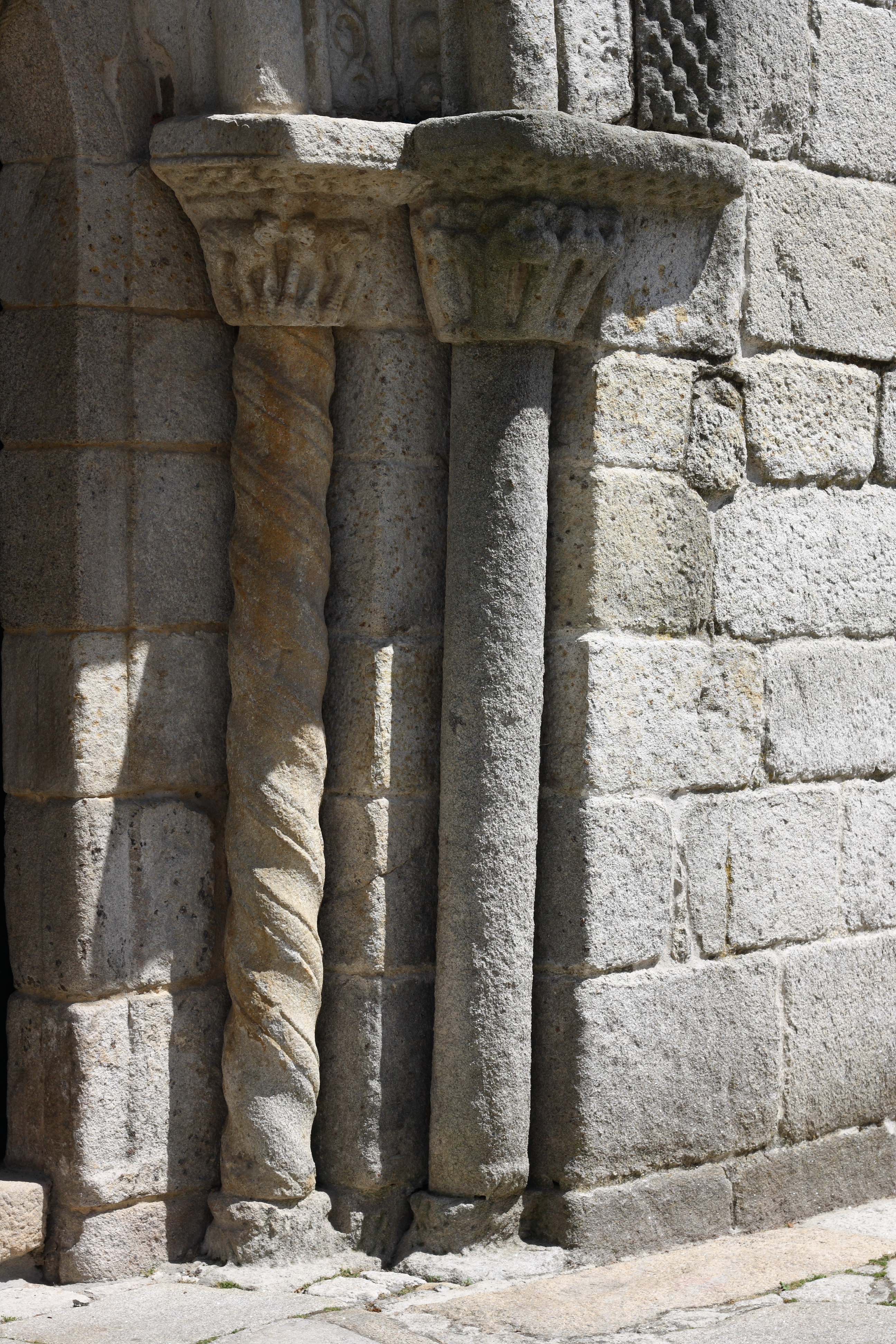

|  |
|  |

|  |
|  |

|  |
|  |

|  |
|  |